# Rainfox
Rainfox er en dansk film fra 1984, instrueret af Esben Høilund Carlsen og skrevet af Lars Lundholm.

## Medvirkende
- Solbjørg Højfeldt
- Leif Sylvester Petersen
- Axel Strøbye
- Jess Ingerslev
- Ole Ernst
- Ingolf David
- Birger Jensen